# روبرتو زاريت
روبرتو زاريت (بالإسبانية: Roberto Zárate)‏ هو لاعب كرة قدم أرجنتيني في مركز الهجوم، ولد في 15 ديسمبر 1932 في بوينس آيرس في الأرجنتين، وتوفي بنفس المكان في 6 نوفمبر 2013. شارك مع منتخب الأرجنتين لكرة القدم. أما مع النوادي، فقد لعب مع بانفيلد وريفر بليت.

## وصلات خارجية
- روبرتو زاريت على موقع قاعدة بيانات كرة القدم.إي يو (الإنجليزية)
- روبرتو زاريت على موقع ناشيونال فوتبول تيمز (الإنجليزية)
- روبرتو زاريت على موقع عالم كرة القدم.نت (الإنجليزية)